# 孕神〜はらかみ〜
『孕神〜はらかみ〜』（はらかみ）は、2011年（平成23年）1月28日にCONCEPTより発売された日本のアダルトゲームである。

## 概要
女の子を妊娠させると相手を幸せにすることができる能力に目覚めた主人公と、その周りの女性たちを描いたアダルトゲーム。ゲームは、女の子たちと心を通わせ距離を縮め受胎への準備を進める「人間パート」と、受胎後を描いた「神様パート」の2つに分かれる。また、中出しの方法も選択することが可能である。

## あらすじ
主人公・産方 勧は学校で、自慰をしていた見知らぬ少女と目を合わせてしまう。なんとかその場を離れたものの、その少女はなぜか主人公の自宅を訪れていた。主人公に対してなぜか好意的に彼女が接してきたこともあり、主人公は思わず彼女とエッチし、中出しまでしてしまった。実はその少女・狐呱は、主人公の住む土地の守護神で、彼との性行為も、自身が打ち立てた「孕神計画」のためだった。

## 登場人物
川瀬美 冥那（かわせみ めいな）
声 - 大野花桜
主人公の通う学校の優等生。
翡翠
声 - リンリン
死をつかさどる神で、今まで多くの死を見届けてきたため、感情表現が乏しくなってきている。マントと力を封印するための布と勾玉以外は身に着けていない。
リューズ
声 - 金松由花
人形に宿った想いとまわりの玩具体が合体して生まれた九十九神。かぶっているとんがり帽子には歯車がついており、耳飾りも歯車を模したものになっている。
竜胆 恵（りんどう けい）
声 - 水神楓
ギャルっぽい少女。
狐呱（ここ）
声 - 佐々木あかり
主人公の住む地域の守護神である元・妖狐。
主人公の「孕ませる力」を目覚めさせた張本人で、性的にはおおらか。
最上 ようこ（もがみ ようこ）
声 - 奥川久美子
恵の幼馴染で、彼氏持ち。

## スタッフ
- 原画 - うめきち
- シナリオ - なかぢ
- BGM - 山根理恵、浅野五朗

## 主題歌
『Flying　higher and higher』
- 作詞 - 柳静
- 作曲 - 山根理恵
- 編曲 - 飛来永理、浅野五朗
- 歌 - RUNA